# العلاقات الغواتيمالية الغينية
العلاقات الغواتيمالية الغينية هي العلاقات الثنائية التي تجمع بين غواتيمالا وغينيا.

## مقارنة بين البلدين
هذه مقارنة عامة ومرجعية للدولتين:
| وجه المقارنة                                              | غواتيمالا       | غينيا       |
| --------------------------------------------------------- | --------------- | ----------- |
| المساحة (كم2)                                             | 108.89 ألف      | 245.86 ألف  |
| عدد السكان (نسمة)                                         | 17.26 مليون     | 12.72 مليون |
| الكثافة السكانية (ن./كم²)                                 | 158.51          | 51.74       |
| العاصمة                                                   | غواتيمالا       | كوناكري     |
| اللغة الرسمية                                             | اللغة الإسبانية | لغة فرنسية  |
| العملة                                                    | كتزال غواتيمالي | فرنك غيني   |
| الناتج المحلي الإجمالي (بليون دولار)                      | 75.62 مليار     | 10.50 مليار |
| الناتج المحلي الإجمالي (تعادل القوة الشرائية) بليون دولار | 126.21 مليار    | 15.24 مليار |
| الناتج المحلي الإجمالي الاسمي للفرد دولار أمريكي          | 3.90 ألف        | 531         |
| الناتج المحلي الإجمالي للفرد دولار أمريكي                 | 7.45 ألف        | 1.22 ألف    |
| مؤشر التنمية البشرية                                      | 0.627           | 0.411       |
| رمز المكالمات الدولي                                      | +502            | +224        |
| رمز الإنترنت                                              | .gt             | .gn         |
| المنطقة الزمنية                                           | 00              | 00          |

## منظمات دولية مشتركة
يشترك البلدان في عضوية مجموعة من المنظمات الدولية، منها:
| علم المنظمة | اسم المنظمة                               | تاريخ انضمام غواتيمالا | تاريخ انضمام غينيا |
| ----------- | ----------------------------------------- | ---------------------- | ------------------ |
|             | مؤسسة التنمية الدولية                     | 27 أبريل 1961          | 26 سبتمبر 1969     |
|             | يونسكو                                    | 2 يناير 1950           | 2 فبراير 1960      |
|             | وكالة ضمان الاستثمار متعدد الأطراف        | 11 يوليو 1996          | 5 أكتوبر 1995      |
|             | الأمم المتحدة                             | 21 نوفمبر 1945         | 12 ديسمبر 1958     |
|             | الاتحاد البريدي العالمي                   | ?                      | ?                  |
|             | البنك الدولي للإنشاء والتعمير             | 28 ديسمبر 1945         | 28 سبتمبر 1963     |
|             | منظمة حظر الأسلحة الكيميائية              | ?                      | ?                  |
|             | مؤسسة التمويل الدولية                     | 20 يوليو 1956          | 22 أكتوبر 1982     |
|             | المركز الدولي لتسوية المنازعات الاستشارية | 20 فبراير 2003         | 4 ديسمبر 1968      |
|             | منظمة التجارة العالمية                    | ?                      | 25 أكتوبر 1995     |
|             | منظمة الشرطة الجنائية الدولية             | ?                      | ?                  |

## وصلات خارجية
- موقع وزارة الخارجية الغواتيمالية